# Саксонія (алегорія)

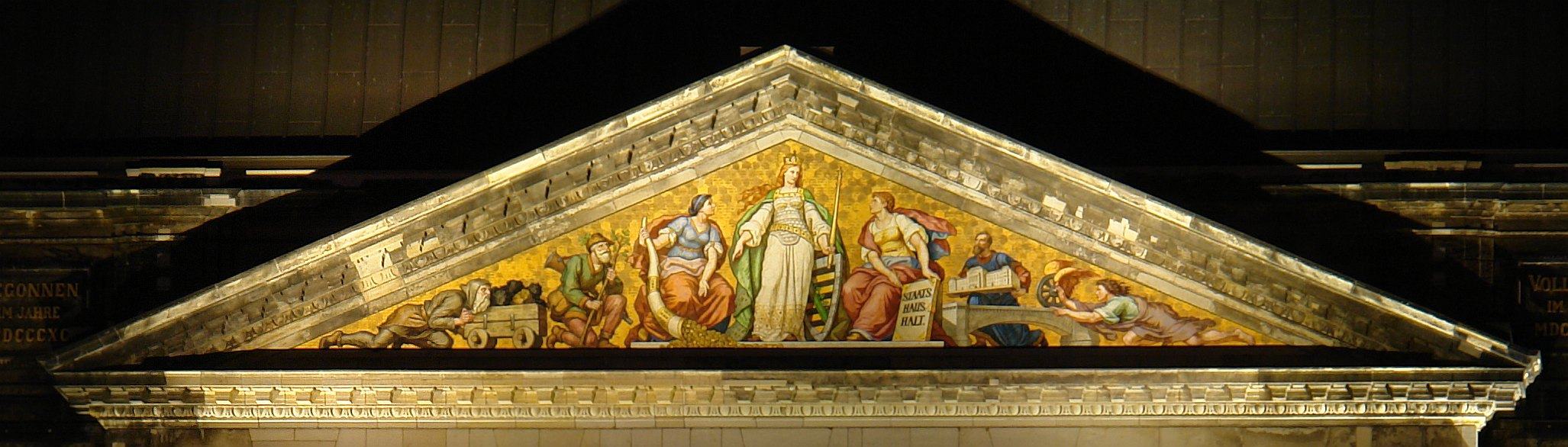
Зображення Саксонії на фронтоні будівлі міністерства фінансів Саксонії

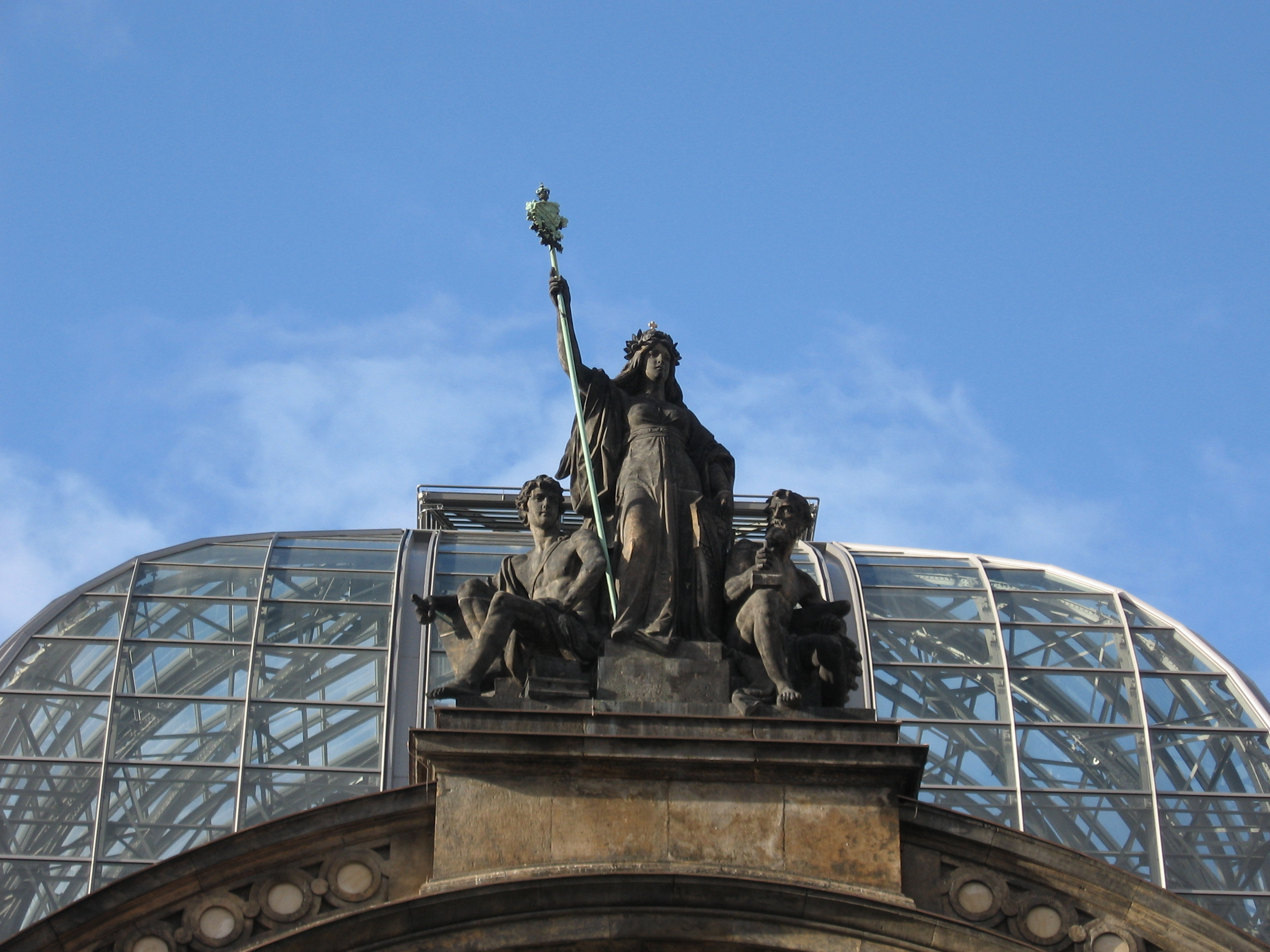
Статуя Саксонії над головним порталом будівлі центрального вокзалу Дрездена

Саксонія (лат. Saxonia) — жіночий алегоричний образ і покровителька Саксонії, виступає як персоніфікований образ державного утворення Саксонія аналогічно Бероліні та Баварії.
Одне з найвідоміших зображень Саксонії знаходиться на фронтоні міністерства фінансів Саксонії в Дрездені і виконано в 1896 році за проектом Антона Дітріха в техніці майоліки. Саксонія приймає гроші від ремісників і передає їх на будівництво, мистецтво і науку.
Над головним порталом центрального залізничного вокзалу Дрездена знаходиться скульптура роботи Фрідріха Ренча «Саксонія», яку супроводжують алегоричні образи науки і техніки.